# Abdessamad Attahiri
Abdessamad Attahiri, né le 19 décembre 1994 à Amsterdam, est un joueur international néerlandais de futsal.

## Biographie

### Carrière en club
Abdessamad Attahiri naît à Amsterdam de parents marocains. En 2016, il signe un contrat professionnel avec le club ZVV 't Knooppunt évoluant en première division néerlandaise de football.

### Carrière internationale
Il fait ses débuts avec la sélection néerlandaise le 8 janvier 2017 lors d'un match amical face à l'Angleterre. Lors de ses débuts, il évolue sous numéro 10 avec les Oranges. Le match se termine sur une victoire 0-7, inscrivant le sixième but du match.
Possédant également la nationalité marocaine, il participe en novembre 2022 à un stage d'entraînement avec l'équipe du Maroc à Salé[réf. nécessaire]. Cependant, il n'est pas repris dans les listes suivantes, alors que d'autres coéquipiers en équipe nationale comme Soufian Charraoui, Iliass Bouzit ou encore Ismaïl Ouaddouh font par la suite un changement d'équipe nationale en allant jouer pour le Maroc.
En avril 2024, il prend part à une double confrontation avec les Pays-Bas contre la Finlande dans le cadre des éliminations pour une place en Coupe du monde 2024. Il finit par se qualifier lors du match retour à Vantaa après une séance de tirs au but (match nul, 4-4),. Il s'agit alors d'une première qualification en 24 ans,.

## Style de jeu
Abdessamad Tahiri se démarque par sa technique développée dans la rue quand il est enfant.

## Palmarès
- 2016 : Champion des Pays-Bas avec le ZVV 't Knooppunt
- 2017 : Champion des Pays-Bas avec le ZVV 't Knooppunt
- 2017 : Vice-champion des Pays-Bas avec le ZVV 't Knooppunt
- 2017 : Finaliste de la Coupe des Pays-Bas avec le ZVV 't Knooppunt